# Amazing (album)
Pour les articles homonymes, voir Amazing.
Albums de Yui Sakakibara
Fractal
(2012)
Amazing est le 9e album de Yui Sakakibara, sorti sous le label LOVE×TRAX Office le 27 août 2014 au Japon. Il arrive 62e à l'Oricon et reste classé 2 semaines. Il sort en format CD et CD+DVD.

## Liste des titres
| 1.  | Amazing                                                  |  |
| 2.  | Endless Fighter                                          |  |
| 3.  | Seiken Nante Iranai (聖剣なんていらない)                 |  |
| 4.  | Memories Remember U                                      |  |
| 5.  | Hitonatsu no (ひとなつの)                                |  |
| 6.  | 'Hikari Are' To Negau Kokoro Wo (“光あれ”と願う心を)     |  |
| 7.  | Yagate Kieru Maboroshi Demo (やがて消える幻でも)         |  |
| 8.  | Guren Gokka (紅蓮獄華)                                   |  |
| 9.  | ReANSWER                                                 |  |
| 10. | Utsukushiki Yuusha (美しき勇者)                          |  |
| 11. | I Have A Music (愛、羽風、亜、美遊時空 -I Have A Music-) |  |
| 12. | Kokoro Root (ココロルート)                               |  |
| 13. | Angelic Destiny                                          |  |
| 14. | Rojiura Neko No Shoutai (路地裏猫の正体)                 |  |
| 15. | Itaike Na Libido (いたいけなリビドー)                    |  |

| 1. | Seiken Nante Iranai (PV) (聖剣なんていらない)        |  |
| 2. | Seiken Nante Iranai (Making Of) (聖剣なんていらない) |  |